# 米海尔·拉哈诺德拉孔
米海尔·拉哈诺德拉孔（希臘語：Μιχαήλ Λαχανοδράκων，？—792年7月20日）是拜占庭帝国君士坦丁五世时期一位杰出的将领以及聖像破壞運動的狂热支持者。他因对圣像破坏的热衷，于766年擢升至了色雷斯西亚军区长官这一高位，并煽动了一系列打压措施，尤其针对修道院，以打击圣像崇拜派。作为一位颇具天赋的将军，他领导了一系列针对阿拉伯阿拔斯王朝的战役，但在782年左右被解职。790年重新得到重用后，792年，他在对抗保加尔人的马尔克拉战役中阵亡。

## 迫害圣像崇拜派

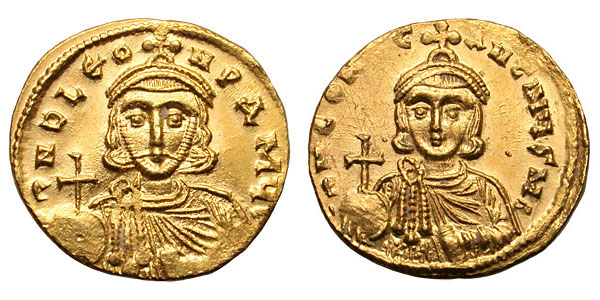
皇帝利奥三世和其儿子及继承者君士坦丁五世的金币，利奥三世最早推行圣像破坏，后来由君士坦丁五世确立为官方政策

拉哈诺德拉孔的来历与早年生活无从可知，史籍中对其十分贬低，因为它们都写于聖像破壞運動失败之后。一些史料中只称他为（转写：ho Drakon，意为“龙”，暗指他的名字以及圣经中的野兽）。这些资料中深刻的圣像崇拜立场表明关于他行为的记载，尤其是在打压圣像崇拜方面的记录，可信度是有待商榷的。
在754年的海尔里亚公会议，君士坦丁五世宣布圣像崇拜派为異端，并将圣像破坏定为国家政策。起初并未有迫害圣像崇拜者的事件发生，但随着他们者的抵抗加剧，君士坦丁开始迫害圣像崇拜者，尤其是僧侣。766年一桩范围广泛的圣像崇拜者的阴谋被揭发，其中涉及了一些国家最高的文职与军事官员，这一事件引起了极大的反响。大主教君士坦丁二世以及其他官员被遭到解职、监禁、羞辱并最终被杀害，并换上了坚定的圣像破坏派。崇拜圣人或圣母玛利亚之圣物或是向他们祈祷的行为遭到谴责。

8世纪末期拜占庭小亚细亚的军区与主要定居点，以及拜占庭-阿拉伯战线

到763或764年，根据一部关于小斯德望的圣像崇拜派使徒行记记载，拉哈诺德拉孔因其破坏圣像的热情而出众。在皇帝的命令下，他率领一堆士兵闯入普罗滂提斯海边的佩勒卡特修道院，逮捕了38名僧侣，并对其他僧侣施以酷刑。在焚毁修道院后，他将这38人带到了以弗所，并将他们杀害。根据其印信得知，766/767年在皇帝重组高层官员的时候，他被任命为色雷斯西亚军区将军，并获得「贵族」以及皇家「卫兵司令（protospatharios）」的头衔。此后他开始残酷迫害僧侣以及圣像崇拜者。根据「忏悔者」提奥法诺斯的记载，769/770年，他将军区里的修道士与修女召集到以弗所，在一处竞技场内强迫他们结婚，并威胁将不从者刺瞎和流放到塞浦路斯。尽管在提奥法诺斯笔下，不少人都抗争并「成为了殉道者」，但还是有很多人遵从了。此后有关被放逐到塞浦路斯的僧侣成为阿拉伯人俘虏的记载部分证实了这一事件。提奥法诺斯还记录了在771/772年，拉哈诺德拉孔关闭了军区内的所有修道院，将其财产没收与充公，并将没收到的物品进献给皇帝，后者还写信感谢他的热衷。据说其将圣物、圣经、和僧侣的鬚髮焚烧，最终禁绝了剪髮禮。尽管这些记载都有大肆渲染的成分，但还是反映了真实的事件。无论如何，根据历史学家沃伦·特里高德的说法，到了772年，修道制度在其军区内已被根绝。

## 军事生涯

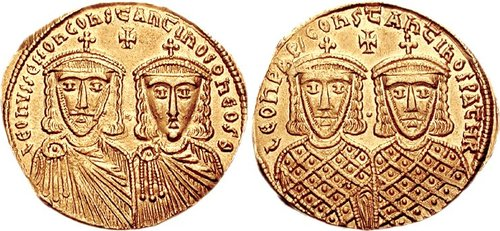
皇帝利奧四世与其子及共治皇帝君士坦丁六世金币，以及伊苏里亚王朝建立者利奥三世与君士坦丁五世金币

拉哈诺德拉孔也是一位得力的将军，他因在拜占庭东部战线对阿拔斯王朝的作战而赢得了名誉。在君士坦丁五世之子利奧四世统治时期，他似乎是最杰出的军事指挥官，多次率领多个军区的军队对战阿拉伯人。
第一次这样的战役发生于778年，为了在一场阿拉伯人的预期侵袭中抢得先机，拉哈诺德拉孔率领一支大军进攻日耳曼尼西亚。尽管未将城市攻陷（提奥法诺斯称是因为阿拉伯指挥官贿赂了拉哈诺德拉孔），但是拜占庭击败了一支增援部队，掠夺了该地区，并俘虏了许多居民，多为雅各布教派基督徒，后将他们安置在了色雷斯。780年，拉哈诺德拉孔在亚美尼亚军区伏击并击败了一支入侵的阿拉伯军队，还杀死了指挥官瓦立德（Thumama ibn al-Walid）的兄弟。根据阿拉伯史家塔巴里的记载。781年他兵不血刃地迫使阿卜杜勒·卡比尔（ 'Abd al-Kabir）的入侵军队撤出，尽管提奥法诺斯将其归功于一位名为约翰的大臣。但在782年，拉哈诺德拉孔于哈伦·拉希德领导的一场大规模入侵中，被阿拉伯将领巴尔马齐（al-Barmaqi）击败，提奥法诺斯记载损失了约15,000名士兵。在被击败后，可能由于先前破坏圣像的经历，拉哈诺德拉孔被圣像崇拜派的伊琳娜女皇调离职位。
790年，年轻的皇帝君士坦丁六世密谋脱离伊琳娜的监护，此时拉哈诺德拉孔再度出山，被派往亚美尼亚军区，确保士兵的忠诚。790年12月君士坦丁成功推翻了其母亲，可能是在此后拉哈诺德拉孔获得了“马哲司（magistros）”这一最高的非皇家头衔。根据提奥法诺斯的记载，他于792年参加了对抗保加尔人的战争，在7月20日的马尔克拉战役中被杀死。但是约翰·斯基里泽斯却记载其在813年对抗保加尔人的韦尔西尼基亚战役中被杀害，这明显是错误的。

### 脚注
1. ↑  Stouraitis 2005，Chapter 1.
2. 1 2 3 4 5 6 7 8 9  PmbZ，第273–274頁.
3. ↑  Treadgold 1997，第361–365頁.
4. 1 2 3  Stouraitis 2005，Chapter 2.1.
5. ↑  Rochow 1994，第66頁.
6. ↑  Treadgold 1997，第364頁.
7. ↑  Rochow 1994，第65頁.
8. 1 2 3 4 5 6 7  Hollingsworth 1991，第1168頁.
9. ↑  Rochow 1994，第65–66頁.
10. ↑  Treadgold 1997，第365頁.
11. 1 2 3 4 5 6  Stouraitis 2005，Chapter 2.2.
12. ↑  Treadgold 1997，第369頁.

### 书籍
- Hollingsworth, Paul A. . 亚历山大·卡日丹  (编). . 牛津: 牛津大学出版社: 1168. 1991. ISBN 0-19-504652-8.
- Rochow, Ilse. . Frankfurt am Main: Peter Lang. 1994  [2019-11-10]. ISBN 3-631-47138-6. （原始内容存档于2021-01-28） （德语）.
- Stouraitis, Ioannis. . Encyclopaedia of the Hellenic World, Asia Minor. Athens: Foundation of the Hellenic World. 2005-07-25  [2012-02-16]. （原始内容存档于2018-02-24）.
- Treadgold, Warren. . Stanford, California: Stanford University Press. 1997  [2018-01-09]. ISBN 0-8047-2630-2. （原始内容存档于2014-07-26）.
- Lilie, Ralph-Johannes; Ludwig, Claudia; Pratsch, Thomas; Zielke, Beate. . . Berlin and Boston: De Gruyter: 273–274. 2000. ISBN 978-3-11-016673-6 （德语）.